# Dilophosauridae
Dilophosauriderna var en grupp rovdinosaurier som var betydligt stora för deras tid. De var stora rovdjur med längder på mellan fyra och åtta meter och med vuxna vikter mellan 300 och 500 kg. Deras mest kända drag är nog deras berömda benkammar, särskilt de hos Dilophosaurus. Dessa kammar kan ha använts för att imponera på medlemmar av det andra könet eller möjligen för att jaga bort rivaler.
Ännu ett distinkt drag i deras skallar är hålrummet mellan överkäken och premaxilla, något som gav dilophosauriderna ett något krokodilliknande utseende inte helt olikt de senare spinosauriderna. Vissa forskare tror att deras framtänder var för svaga för att anfalla byten och att de därför skulle vara asätare. Fotspår som hittats i Utah visar möjligen på att dilophosaurider kunde simma vilket öppnar upp för möjligheten att de kan ha livnärt sig på fiskar.

## Släkten
- †Dilophosaurus
- †Dracovenator